# Becker, Minnesota
Becker là một thành phố thuộc quận Sherburne, tiểu bang Minnesota, Hoa Kỳ. Năm 2010, dân số của thành phố này là 4538 người.

## Dân số
- Dân số năm 2000: 2673 người.
- Dân số năm 2010: 4538 người.